# Alan fitz Flaad
Alan fitz Flaad (fl.  c. 1090-c. 1120) fue un caballero bretón, probablemente reclutado como mercenario por Enrique, hijo de Guillermo el Conquistador, en sus conflictos con sus hermanos. Después de que Enrique se convirtiera en rey de Inglaterra, Alan se convirtió en cortesano y obtuvo grandes propiedades en Norfolk, Sussex, Shropshire y Midlands entre otros lugares, incluyendo una baronía feudal y el castillo de Oswestry, en Shropshire. Entre sus funciones se incluía la supervisión de la frontera con Gales. Es considerado como el progenitor tanto de la familia FitzAlan, condes de Arundel como de la casa de Estuardo, reyes de Escocia e Inglaterra, aunque sus conexiones familiares fueron durante mucho tiempo cuestión de conjeturas y controversias.

## Matrimonio y descendencia
Alan fitz Flaad contrajo matrimonio con Avelina, hija de Ernulfo de Hesdin, un poderoso terrateniente en la época en que se redactó el Domesday, que murió en Antioquía durante las cruzadas.
Descendencia de Alan y Avelina:
- William Fitz Alan, primogénito (m. 1160), que fue nombrado Gran Sheriff de Shropshire por Esteban I de Inglaterra en 1137, casado con una hija de Roberto de Gloucester.[10]  William es el antepasado de los FitzAlan Condes deArundel.[11]
- Walter FitzAlan, segundo hijo y primer Gran senescal de Escocia hereditario,[10] antepasado de la Casa de Estuardo.
- Jordan fitz Alan, de Burton, que heredó la propiedad familiar en Bretaña y restauró el Priorato de San Florent en Sele West Sussex
- Simon fitz Alan, probable hermano uterino de Walter, que también operó en Escocia, donde figura como testigo en la fundación de la Abadía de Paisley, fundada por su hermano.[12]

A la muerte de Alan, Avelina se casó con Robert fitz Walter, Sheriff de Norfolk y Suffolk, no antes de 1126.